# Христинівська сільська рада (Христинівський район)
Христи́нівська сільська́ ра́да — колишня адміністративно-територіальна одиниця та орган місцевого самоврядування у Христинівському районі Черкаської області. Адміністративний центр — село Христинівка.

## Загальні відомості
- Населення ради: 3 088 осіб (станом на 2001 рік)

## Населені пункти
Сільській раді були підпорядковані населені пункти:
- с. Христинівка

## Склад ради
Рада складалась з 14 депутатів та голови.
- Голова ради: Сокур Богдан Валерійович
- Секретар ради:

### Керівний склад попередніх скликань
| Прізвище, ім'я, по батькові | Основні відомості                                                             | Дата обрання | Дата звільнення |
| --------------------------- | ----------------------------------------------------------------------------- | ------------ | --------------- |
| Романенко Юрій Іванович     | Сільський голова, 1963 року народження, член Народної партії                  | 26.03.2006   | 31.10.2010      |
| Кулеша Володимир Борисович  | Сільський голова, 1964 року народження, освіта середня загальна, безпартійний | 31.10.2010   | 25.10.2015      |
| Сокур Богдан Валерійович    | Сільський голова, 1993 року народження, освіта вища, безпартійний             | 25.10.2015   |                 |

Примітка: таблиця складена за даними сайту Верховної Ради України та ЦВК

### Депутати VII скликання
За результатами місцевих виборів 2015 року депутатами ради стали:

#### За суб'єктами висування
| Суб'єкт висування | Кількість обраних депутатів | %      |
| ----------------- | --------------------------- | ------ |
| Самовисування     | 14                          | 100.00 |

#### За округами
| № округу | Прізвище, ім'я, по батькові      | Ким висунуто  | Дата нар.  | Освіта              | Партійна приналежність | Відомості                                         |
| -------- | -------------------------------- | ------------- | ---------- | ------------------- | ---------------------- | ------------------------------------------------- |
| 1        | Славічек Тетяна Володимирівна    | Самовисування | 24.10.1976 | професійно-технічна | безпартійна            | Відділення поштового зв'язку, начальник           |
| 2        | Хуторянська Олена Анатоліївна    | Самовисування | 08.05.1983 | загальна середня    | безпартійна            | Відділення поштового зв'язку, листоноша           |
| 3        | Легка Людмила Петрівна           | Самовисування | 02.11.1984 | вища                | безпартійна            | пенсіонер                                         |
| 4        | Дем'янчук Микола Васильович      | Самовисування | 04.08.1972 | загальна середня    | безпартійний           | Христинівське Локомотивне ДЕПО, бригадир          |
| 5        | Пацкан Михайло Михайлович        | Самовисування | 03.12.1968 | загальна середня    | безпартійний           | ФОП Плужник, охоронець                            |
| 6        | Дядюк Наталія Борисівна          | Самовисування | 25.06.1970 | загальна середня    | безпартійна            | Христинівська сільська рада, кур'єр-прибиральниця |
| 7        | Швець Марія Василівна            | Самовисування | 08.09.1948 | загальна середня    | безпартійна            | підприємець                                       |
| 8        | Карчевська Тамара Іванівна       | Самовисування | 23.04.1960 | професійно-технічна | безпартійна            | Христинівський РайСТ, бухгалтер                   |
| 9        | Демченко Валентина Володимирівна | Самовисування | 01.02.1975 | вища                | безпартійна            | Христинівська ЗОШ, вчитель                        |
| 10       | Щіпайло Руслан Васильович        | Самовисування | 17.01.1974 | загальна середня    | безпартійний           | Христинівська дистанція колії ПЧ-5, монтер колії  |
| 11       | Терешко Ігор Михайлович          | Самовисування | 24.06.1970 | загальна середня    | безпартійний           | Христинівська дистанція колії ПЧ-5, бригадир      |
| 12       | Піддубняк Віктор Олександрович   | Самовисування | 30.10.1953 | професійно-технічна | безпартійний           | ДПДГ «Нива», заступник директора                  |
| 13       | Шабатура Наталія Леонідівна      | Самовисування | 14.12.1982 | вища                | безпартійна            | ДПДГ «Нива», бухгалтер                            |
| 14       | Сажієнко Наталія Степанівна      | Самовисування | 09.08.1960 | професійно-технічна | безпартійна            | домогосподарка                                    |

### Депутати VI скликання
За результатами місцевих виборів 2010 року депутатами ради стали:

#### За суб'єктами висування
| Суб'єкт висування                                       | Кількість обраних депутатів | %  |
| ------------------------------------------------------- | --------------------------- | -- |
| Самовисування                                           | 9                           | 45 |
| Аграрна партія України                                  | 4                           | 20 |
| Народна партія                                          | 2                           | 10 |
| Політична партія Всеукраїнське об'єднання «Батьківщина» | 2                           | 10 |
| Комуністична партія України                             | 1                           | 5  |
| Партія захисників Вітчизни                              | 1                           | 5  |
| Політична партія «Наша Україна»                         | 1                           | 5  |

#### За округами
| № округу                                                | Прізвище, ім'я, по батькові        | Дата визнання обраним | Освіта             | Партійна приналежність            | Відомості про обраного депутата                                           |
| ------------------------------------------------------- | ---------------------------------- | --------------------- | ------------------ | --------------------------------- | ------------------------------------------------------------------------- |
| Аграрна партія України                                  |                                    |                       |                    |                                   |                                                                           |
| 2                                                       | Белік Олександр Васильович         | 04.11.2010            | вища               | позапартійний                     | ДПДГ «Нива», головний агроном                                             |
| 3                                                       | Піддубняк Віктор Олександрович     | 04.11.2010            | середня спеціальна | позапартійний                     | ДПДГ «Нива», заступник директора                                          |
| 7                                                       | Белік Наталія Григорівна           | 04.11.2010            | середня            | позапартійна                      | ДПДГ «Нива», зав.складом елітного насіння                                 |
| 19                                                      | Гончарук Тетяна Анатоліївна        | 04.11.2010            | середня спеціальна | позапартійна                      | приватний підприємець                                                     |
| Комуністична партія України                             |                                    |                       |                    |                                   |                                                                           |
| 4                                                       | Кадуха Михайло Олександрович       | 04.11.2010            | вища               | член Комуністичної партії України | пенсіонер                                                                 |
| Народна Партія                                          |                                    |                       |                    |                                   |                                                                           |
| 17                                                      | Козінська Катерина Леонідівна      | 04.11.2010            | середня            | позапартійна                      | Христинівський сільський ДЗ"Джерельце", праля                             |
| 18                                                      | Лобанова Валентина Єгорівна        | 04.11.2010            | середня            | позапартійна                      | тимчасово не працює                                                       |
| Партія захисників Вітчизни                              |                                    |                       |                    |                                   |                                                                           |
| 8                                                       | Коломієць Інна Станіславівна       | 04.11.2010            | середня спеціальна | член Партії захисників Вітчизни   | тимчасово не працює                                                       |
| Політична партія Всеукраїнське об'єднання «Батьківщина» |                                    |                       |                    |                                   |                                                                           |
| 1                                                       | Присяжнюк Сергій Анатолійович      | 04.11.2010            | середня спеціальна | позапартійний                     | тимчасово не працює                                                       |
| 20                                                      | Попадюк Наталія Вікторівна         | 04.11.2010            | вища               | позапартійна                      | ДЗ "Берізка"с. Христинівка, завідувачка                                   |
| Політична партія «Наша Україна»                         |                                    |                       |                    |                                   |                                                                           |
| 10                                                      | Момонт Ольга Володимирівна         | 04.11.2010            | середня спеціальна | позапартійна                      | Христинівська сільська рада, землевпорядник                               |
| Самовисування                                           |                                    |                       |                    |                                   |                                                                           |
| 5                                                       | Дем'янчук Микола Васильович        | 04.11.2010            | середня спеціальна | позапартійний                     | Локомотитвне ДЕПО ст. Христинівка                                         |
| 6                                                       | Безносюк Антоніна Іванівна         | 04.11.2010            | середня спеціальна | позапартійна                      | Христинівська сільська рада, секретар                                     |
| 9                                                       | Карчевська Тамара Іванівна         | 04.11.2010            | середня            | позапартійна                      | Христинівське КООПторг, заст.головного бухгалтера                         |
| 11                                                      | Карчевський Володимир Анатолійович | 04.11.2010            | вища               | позапартійний                     | Христинівська сільська загальноосвітня школа, вчитель фізичного виховання |
| 12                                                      | Строкань Раїса Анатоліївна         | 04.11.2010            | середня спеціальна | позапартійна                      | приватний підприємець                                                     |
| 13                                                      | Швець Марія Василівна              | 04.11.2010            | середня            | позапартійна                      | приватний підприємець                                                     |
| 14                                                      | Терешко Ігор Михайлович            | 04.11.2010            | середня спеціальна | позапартійний                     | ст. Христинівка ПЧ-5, бригадир                                            |
| 15                                                      | Щіпайло Руслан Васильович          | 04.11.2010            | середня            | позапартійний                     | ст. Христинівка ПЧ-5, монтер                                              |
| 16                                                      | Сажієнко Наталія Степанівна        | 04.11.2010            | середня            | позапартійна                      | тимчасово не працює                                                       |